# Bella Vista (Kalifornija)
Bella Vista je naseljeno područje za statističke svrhe u američkoj saveznoj državi Kalifornija. Prema popisu stanovništva iz 2010. u njemu je živjelo 2,781 stanovnika.